# Type 19 SNCB
Ne doit pas être confondu avec Série 18 SNCB (Siemens) ou Série 19 SNCB.
La type 19 des chemins de fer belges (SNCB) était une locomotive à vapeur à tender séparé de disposition "American" (disposition d'essieux 220) dont six exemplaires ont été construits en 1905.
D'abord classées dans le type 18S, elles sont une version dotée de la surchauffe du type 18, elles-mêmes inspirées de locomotives écossaises conçues par l'ingénieur John F. McIntosh (en). À la petite série des type 18S succéderont les type 18bis — futures type 20 — plus avancées.

## Genèse
À l’aube du XXe siècle, les Chemins de fer de l'État belge, faisant face au vieillissement de leur parc de locomotives et à l'accroissement simultané de la vitesse et du poids des trains, commanderont les locomotives type 17 — 95 locomotives directement copiées sur un modèle du Caledonian Railway — puis les locomotives type 18 : une version agrandie et plus puissante. Alors que ces dernières étaient en cours de livraison, l'ingénieur en chef Jean-Baptiste Flamme décida d'expérimenter la technologie de la surchauffe sur de nouveaux modèles ; ce petit nombre de locomotives comprenait des versions à surchauffeur des locomotives « McIntosh » des types 18, 32 et 15.

## Commande
La locomotive prototype, numérotée 3190, a été spécialement commandée en vue de figurer à l'exposition universelle de Liège de 1905, aux côtés de la 3191, une type 18 classique commandée pour l'occasion. Les prototypes d'autres séries seront également exposés aux côtés de leur équivalent sans surchauffeur.
Le marché pour la 3190 est passé le 28 mars 1904 aux Forges Usines et Fonderies de Haine-Saint-Pierre, lesquelles construiront également son tender. Directement expédiée vers le hall des locomotives de l'Exposition de Liège, elle ne sera prise en écritures que le 14 décembre 1906.
Pour ce qui est des locomotives de série, l’État belge validera une adjudication restreinte pour 50 autres type 18, dont seulement cinq à surchauffe. Cette sous-série, construite par Carels au prix unitaire de 81 989 francs belges (contre 77 914 pour les quarante-cinq type 18 ordinaires) entrera en service avant la 3190, entre mai et octobre 1910.
Malgré un gain appréciable en matière de performances, les Chemins de fer de l’État belge ne commanderont pas de type 18S supplémentaires. Les locomotives existantes, dont le cent-quarante-cinquième exemplaire sortira d'usine début 1906, garderont leur position dominante sur les trains de voyageurs rapides et légers. Toutefois, alors que se multiplient les nouveaux modèles de locomotives rapides à trois essieux, pour remorquer des trains de plus en plus lourds, les ingénieurs de l’État belge créeront une version améliorée du type 18S, les 18bis (futures type 20) avec une chaudière agrandie et un nouveau bogie avant. Quinze d'entre-elles sortiront d'usine.

## Caractéristiques
Étroitement dérivées des locomotives type 18, également de disposition d'essieux 220, ont un châssis de mêmes dimensions avec un empattement de 2 885 mm. Le foyer est inchangé mais la chaudière reçoit 18 gros tubes, dont six en « U » en lieu et place de 102 des 255 tubes ordinaires. Ce surchauffeur Schmidt disposé dans la moitié supérieure de la chaudière permet d'obtenir une température de 300 à 350 C° ; la boîte à fumée a dû être rallongée et les cylindres agrandis sont pourvus de tiroirs cylindriques au lieu des tiroirs plans des type 18 ordinaires. 
Nanti de cet appareillage, le poids de la locomotive passe de 48,8 à 51 t, ce qui augmente le poids adhérent, un gain appréciable pour améliorer l'effort au démarrage. La cabine de conduite, à trois fenêtres par face latérale, est inchangée. Le tender de la 3190 (et de la 3191) est du type 14 (18 m3 d'eau) à bogies, d'inspiration "Caledonian", alors que les 45 dernières type 18 et les cinq autres 18S se voient attribuer le nouveau tender de 20 m3 à trois essieux. Cependant, des échanges de tenders semblent avoir eu lieu, durant l'entre-deux-guerres les 1901 et 1902 apparaissent affublées de tenders à bogies.

## Services effectués
Leur carrière se confond avec les type 18 ordinaires. En 1905, les six machines construites par Carels sont affectées à la remise de Liège (deux), à celle de Bruxelles-Nord (deux) et à Bruxelles-Midi (une). La 3190 sera également affectée à Liège une fois terminée l'Exposition.
De nombreuses type 18 seront perdues, détruites ou démolies lors de la Première Guerre mondiale. Au sortir du conflit, il manque les 3289 et 3291 tandis que la 3190 sera retrouvée irréparable en Allemagne et ferraillée avec l'accord de la Belgique. En 1925, ce modèle devient le type 19 et la SNCB, créée l'année suivante, les renumérotera 1900 à 1902 en 1931.
L'arrivée de nombreuses locomotives prussiennes et l'accroissement du poids des trains relègue les frêles McIntosh à des express fort légers ou à des trains omnibus. La mise à la retraite des type 18 commence en 1938 mais les trois type 19 rescapées du premier conflit sont encore à l'inventaire en 1946, devenant alors les 19.001 à 003. Elles seront toutefois retirées du service en 1948-1949 en même temps que les dernières type 18 et 20.
Les 19.001 et 002 ont été sélectionnées pour servir de générateurs de vapeur. Leur date de fin d'utilisation n'est pas connue.

## Préservation
Aucune type 19 et 20 n'a été conservée.
La 18.051, construite en 1905 par la Société de Saint-Léonard a également servi de chaudière mobile après sa mise au rebut. Elle a par la suite été préservée par la SNCB avec un tender « Caledonian » à bogies datant de 1902 et réside au musée Train World.